# Лугув (Люблінське воєводство)
Лугув (пол. Ługów) — село в Польщі, у гміні Ясткув Люблінського повіту Люблінського воєводства.
Населення — 420 осіб (2011).

## Демографія
Демографічна структура станом на 31 березня 2011 року:
|          | Загалом | Допрацездатний вік | Працездатний вік | Постпрацездатний вік |
| -------- | ------- | ------------------ | ---------------- | -------------------- |
| Чоловіки | 201     | 40                 | 135              | 26                   |
| Жінки    | 219     | 44                 | 121              | 54                   |
| Разом    | 420     | 84                 | 256              | 80                   |